# Curral Velho (Boa Vista)

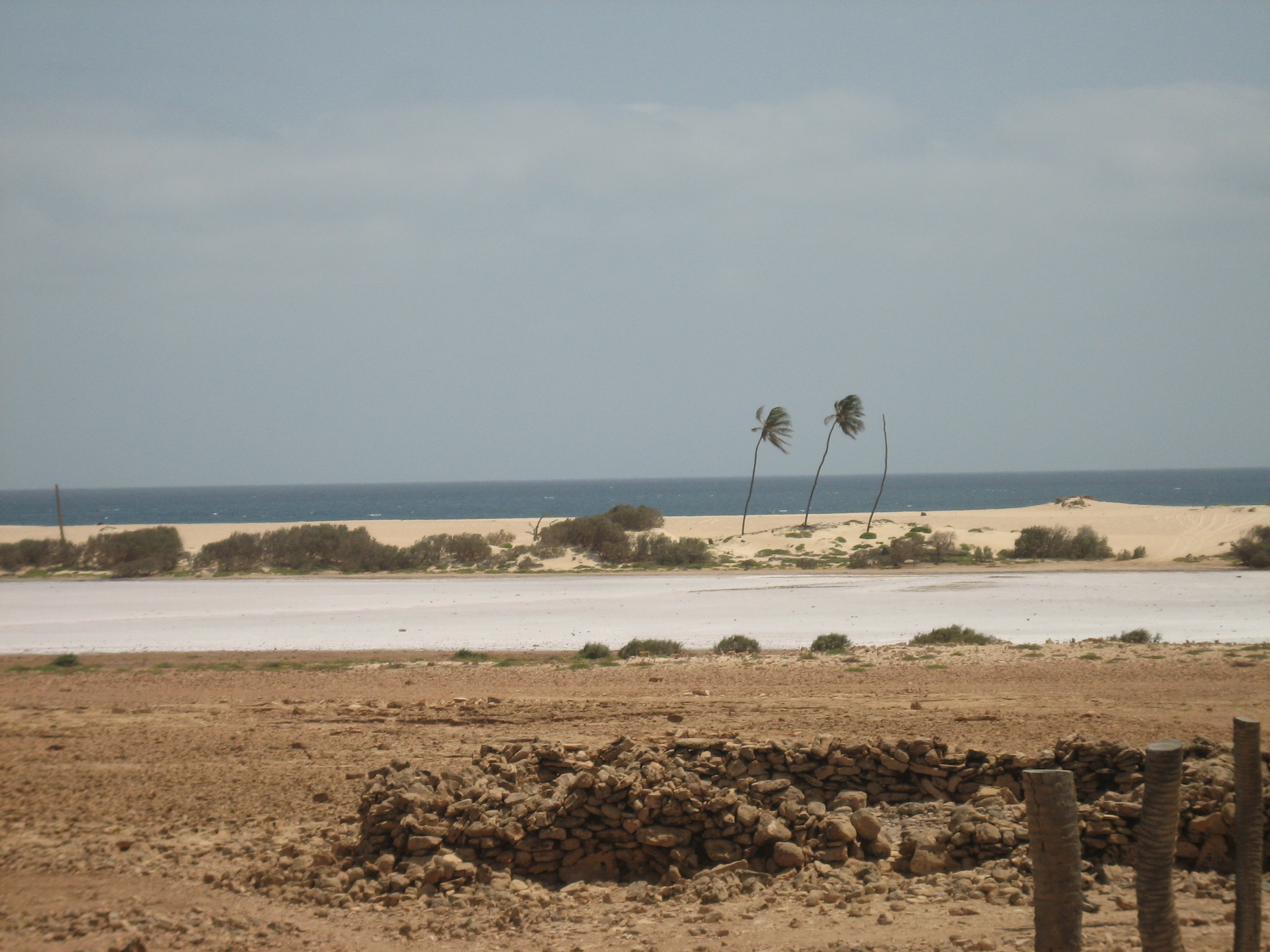
Strand und Salzpfanne südlich von Curral Velho

Curral Velho ist eine Wüstung im Süden der Insel Boa Vista im atlantischen Inselstaat Kap Verde. Das Dorf lag an der Südküste, ca. 25 km südöstlich der Inselhauptstadt Sal Rei. Das umgebende Gebiet ist heute ein Schutzgebiet (Paisagem Protegida de Curral Velho) mit einer Fläche von 16,35 km². Die nahegelegene Insel Ilhéu de Curral Velho und die angrenzende Küste ist ein Important Bird Area. Die Ruinen von Curral Velho, São Domingos und Prazeres, Beispiele traditioneller kapverdischer Architektur sind in einem schlechten Erhaltungszustand.

## Galerie

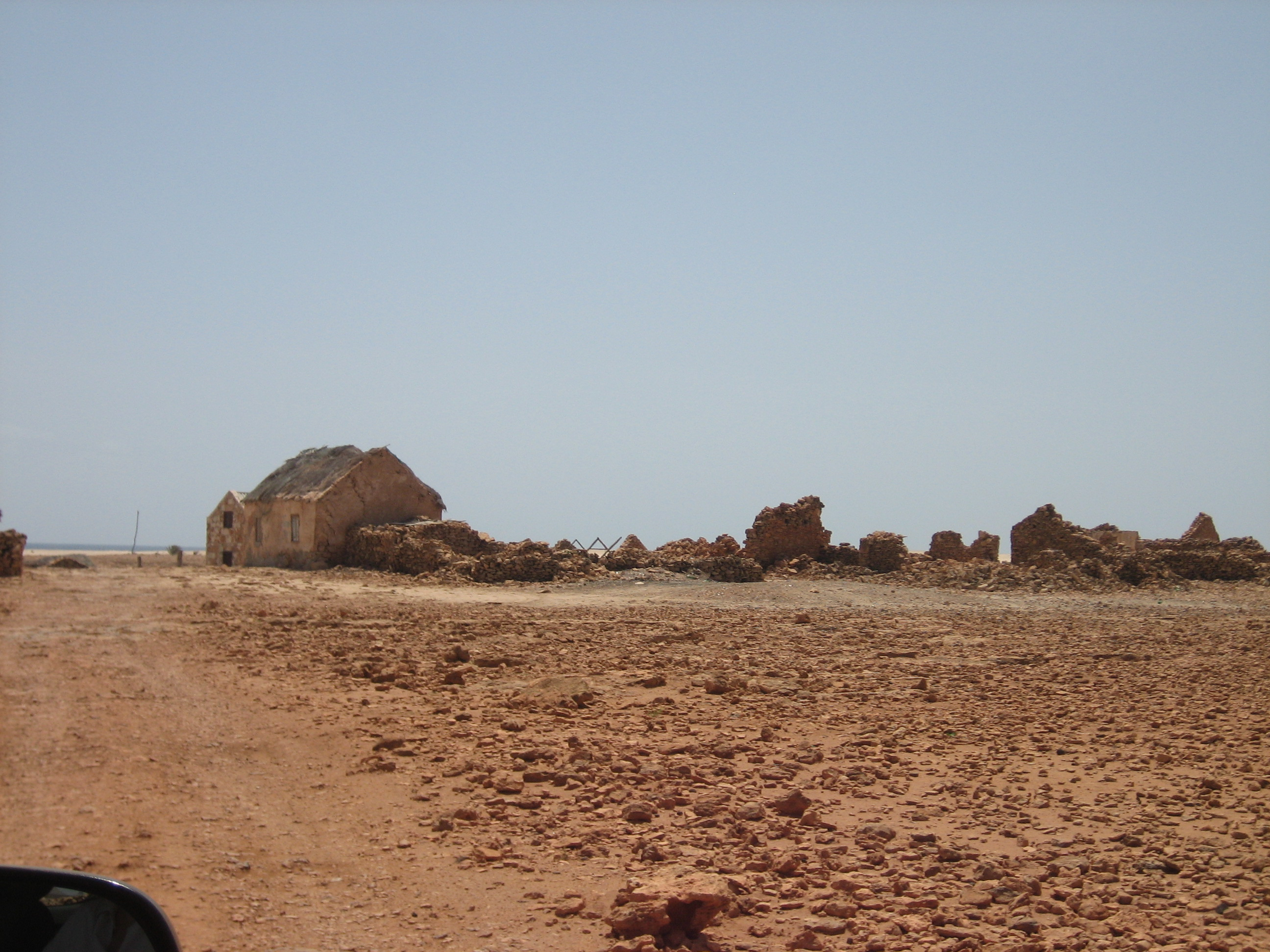
Curral Velho von Norden
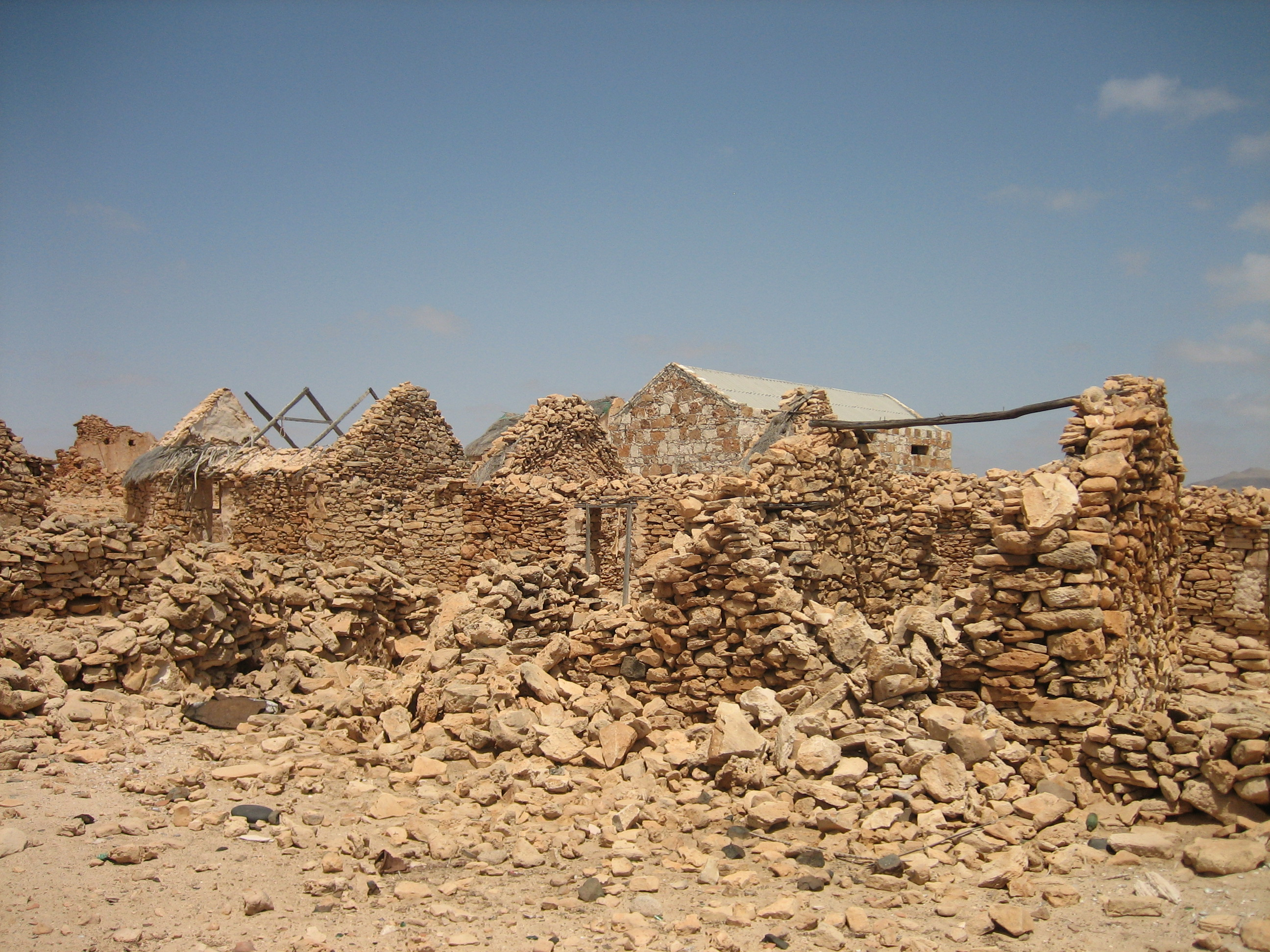
Die Ruinen von Curral Velho
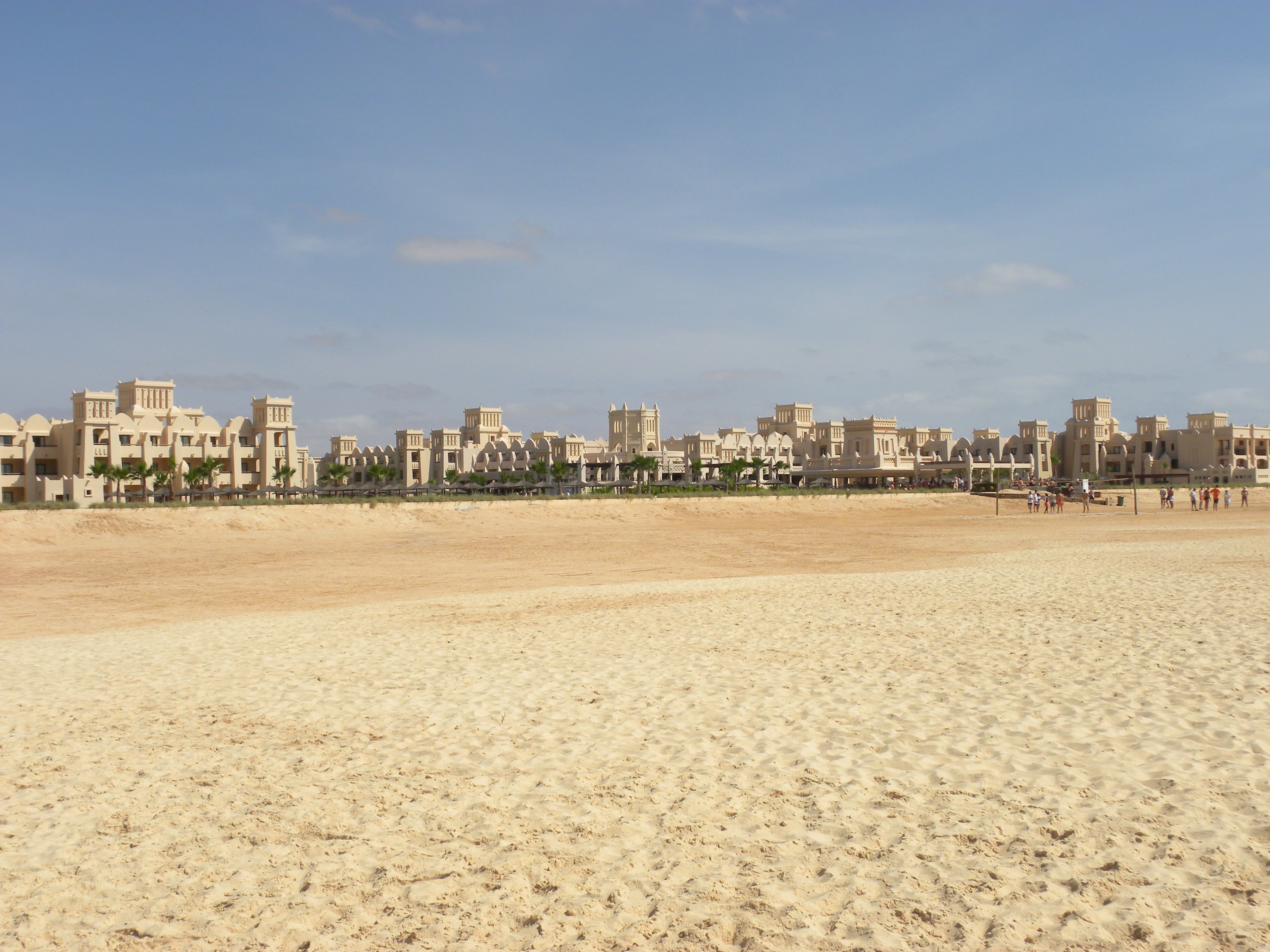
Tuareg resort